# Donte Moncrief
Donte Rakeem Moncrief (Raleigh, 6 agosto 1993) è un giocatore di football americano statunitense che gioca nel ruolo di wide receiver per i New York Jets della National Football League (NFL). Fu scelto nel corso del terzo giro (90º assoluto) del Draft NFL 2014. Al college ha giocato a football all'Università del Mississippi

## Carriera

### Indianapolis Colts
Moncrief fu scelto dai Indianapolis Colts nel corso del terzo giro del Draft 2014. Debuttò come professionista subentrando nella settimana 1 contro i Denver Broncos e ricevendo un passaggio da 9 yard da Andrew Luck. Il primo touchdown in carriera lo segnò nella sconfitta della settimana 8 contro i Pittsburgh Steelers. Nel tredicesimo turno, partito per la prima volta come titolare, guidò i Colts con 134 yard ricevute e 2 touchdown nella vittoria sui Washington Redskins. Tornò a segnare nella vittoria nel primo turno di playoff vinto contro i Bengals, in cui terminò con 3 ricezioni per 54 yard.
Nel 2015, Moncrief guidò la sua squadra con 6 touchdown su ricezione e si classificò al secondo posto dietro T.Y. Hilton con 733 yard ricevute.

## Statistiche
| Partite totali      | 12  |
| Partite da titolare | 1   |
| Ricezioni           | 24  |
| Yard ricevute       | 390 |
| Touchdown           | 3   |